# Pan-Pacific Championship
Le Pan-Pacific Championship est une compétition hivernale inter-confédération de football organisée depuis 2007. Elle se dispute à Honolulu, Hawaï et à Carson, Californie, aux États-Unis. Elle met aux prises des équipes d'A-League (Australie et Nouvelle-Zélande), de Super League (Chine), de J.League (Japon), de K-League (Corée du Sud) et de Major League Soccer (États-Unis et Canada).
Cette compétition est considérée comme un tournoi de présaison et voit s'affronter des équipes en pleine préparation de leurs saisons respectives à venir. Elle est l'idée de la Major League Soccer et Soccer United Marketing en fait la promotion.

## Histoire
L'édition inaugurale de la compétition a lieu du 20 au 23 février 2008 à Honolulu (Hawaï). Quatre équipes prennent part à cette compétition.
Le Houston Dynamo se qualifie via la MLS Cup et Gamba Osaka en raison de sa victoire en Coupe de la Ligue japonaise.
Les équipes chinoises et sud-coréennes entrent dans la compétition lors de la seconde édition qui se déroule au Home Depot Center de Carson, en Californie.
Même si aucun communiqué officiel n'a été formulé, le tournoi ne s'est pas déroulé en 2010 et 2011.

## Palmarès
| Edition      | Participants | Vainqueur                  | Finaliste          | Troisième          | Quatrième                  |
| ------------ | ------------ | -------------------------- | ------------------ | ------------------ | -------------------------- |
| 2008 Détails | 4            | Gamba Osaka                | Houston Dynamo     | Los Angeles Galaxy | Sydney FC                  |
| 2009 Détails | 4            | Suwon Samsung Bluewings FC | Los Angeles Galaxy | Oita Trinita       | Shandong Luneng Taishan FC |